# 샐릿

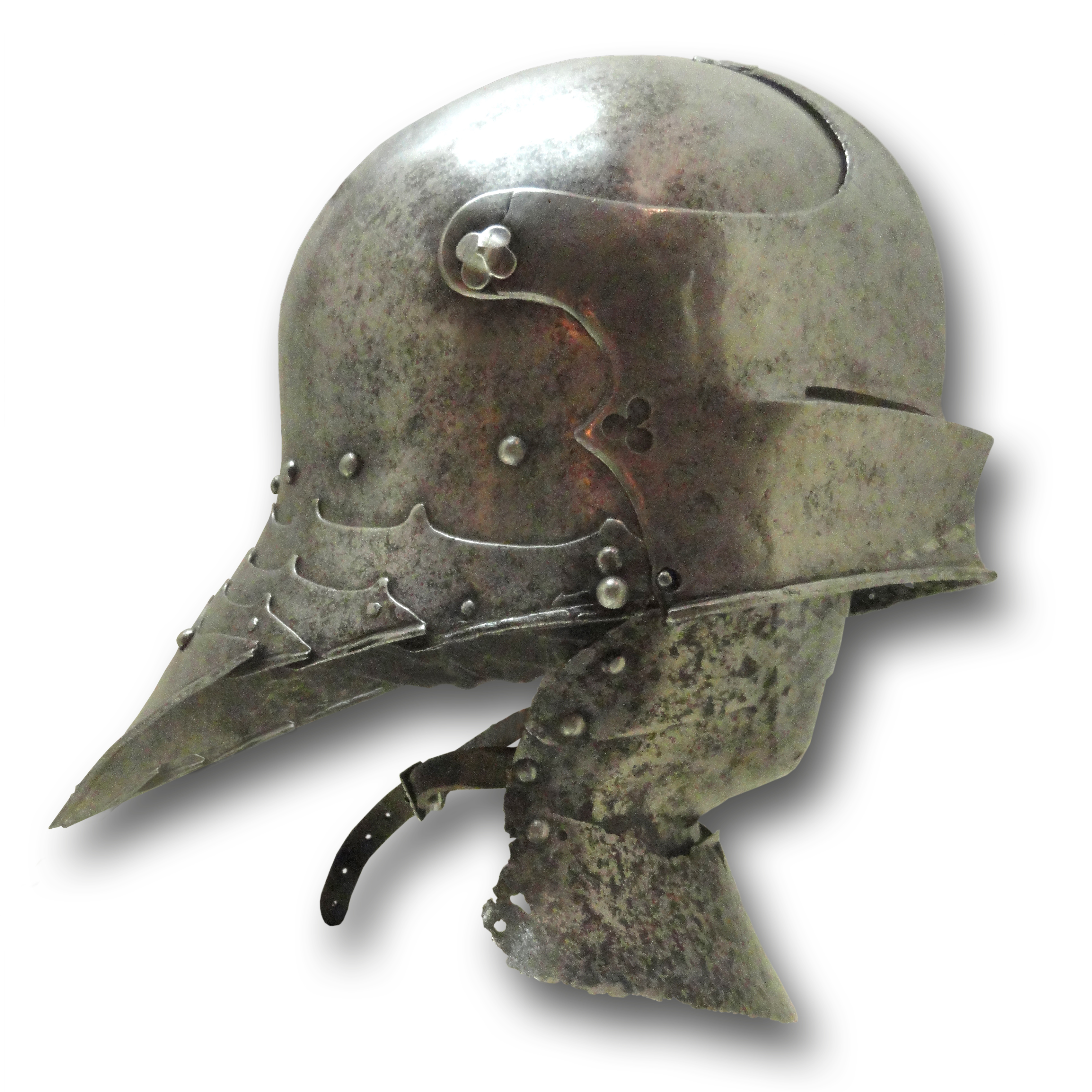
15세기 후반에 제작된 비버(턱받이)가 딸린 독일의 샐릿

샐릿(sallet)은 이탈리아에서 바시네트를 대체하여 개발된 투구이다. 셀레타(celata), 샐레이드(salade), 샬러(scheller)로도 불렸다. 15세기 서유럽과 북유럽, 그리고 헝가리에서 사용되었다. 동시대에 영국과 프랑스에서 아멧이 함께 사용되었지만 독일에선 거의 샐렛만을 사용하였다.

## 출현

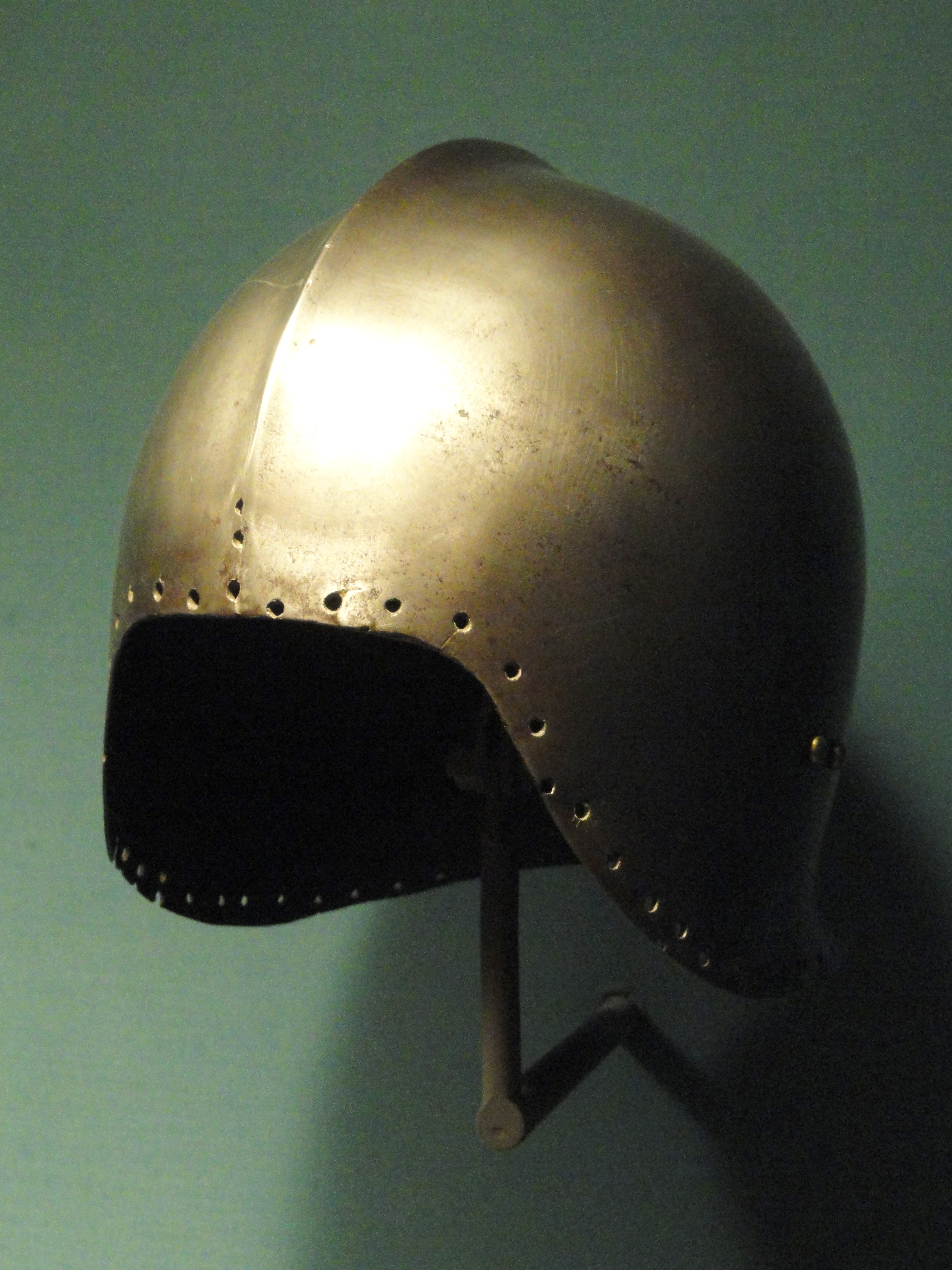
전형적인 이탈리아의 경량 셀레타, 15세기 후반

이탈리아에서 문헌에 샐레타라는 낱말이 쓰인 첫 사례는 1407년 곤자가 가문으로 거슬러 올라간다. 초기 샐릿은 기본적으로 바시네트를 개량한 것으로 면갑과 아벤테일을 제거한 형태였다. 면갑과 아벤테일이 제거되고 얼굴과 목의 보호를 강화하기 위해 목에서 얼굴에 이르는 별도의 방어구를 착용하였고, 뒷쪽은 목을 보호하기 위해 둥글게 곡선을 그리며 바깥쪽으로 돌출되었다. 동시대 이탈리아에서 면갑이 없는 또 다른 형태의 투구인 바버트가 제작되기 시작하여 샐릿과 같은 시기에 사용되었다. 바버트의 기본 구조는 고대 그리스의 코린토스 투구와 같이 뺨을 보호하는 부분이 머리를 보호하는 부분과 하나로 연결된 것이었다.

## 후기의 발전과 변화
샐릿은 이탈리아에서 출현한 뒤 프랑스, 영국, 저지대 국가, 독일 등지로 빠르게 확산되었다. 당대의 주요 갑옷 생산지는 이탈리아의 밀라노, 그리고 남부 독일의 아우구스부르크, 뉘른베르크였고, 각 지역의 특색이 담긴 갑옷들이 제작되었다. 샐릿의 경우 이탈리아 장인들이 제작한 것과 달리 독일에서 제작된 것은 주물로 제작된 보다 깊은 머리 부위와 뒷부분의 독특한 모양새로 “독일 투구”, “샤펠 드 페”(chapel de fer) 투구 등으로 불리게 되었다.
1460년 무렵 제작된 후기의 이탈리아 샐릿은 우아한 곡면을 가진 안면보호구가 없는 투구의 모습을 하게 되었다. 이렇게 제작된 샐릿은 궁수나 크로스보우 사수와 같이 넓은 시야 확보가 필요한 경무장 군인이 선호하는 투구로 자리잡았다. 중무장병들은 판금 융기부를 두어 방어 능력을 보다 강화하고 시야를 위해 많은 홈들을 낸 빌오우스(bellows) 형식의 면갑이 장착된 샐릿을 착용하였다. 이러한 투구들은 목을 보호하기 위해 일반적으로 뒷부분에 딱딱한 보호구를 덧대었다. 때때로 이탈리아산 고급 샐릿은 벨벳과 같은 고급 옷감으로 마감하고 가장자리는 은도금이나 놋쇠도금을 하여 화려하게 꾸몄다.
독일식 샐릿은 1450년 - 1460년 기간 사이에 출현하였다. 독일 샐릿은 머리부위의 곡선이 이탈리아의 것보다 평평하고 뒷머리에는 아랫쪽으로 휜 큰 꼬리와 같은 돌출부가 달렸다. 돌출부는 때때로 여러 조각의 판금을 조합하여 제작되었다. 이 뒷머리 돌출부는 1495년 무렵까지 후기로 갈수록 점점 더 길어졌다. 독일식 샐릿의 전면부는 때때로 얼굴을 보호할 수 있는 면갑을 고정시키고 시야 확보를 위해 면갑 윗쪽에 좁은 가로 홈을 두었다. 이 방식의 샐릿은 머리 부위와 면갑 사이에 생기는 좁은 홈을 통해 주변을 살필 수 있다. 면갑이 어느 정도 위 아래로 움직일 수 있도록 하여 고정시킨 반면갑 형식의 샐릿도 있었다. 대부분의 독일 샐릿은 목을 보호하기 위한 별도의 방어구인 고지트를 함께 착용하였다. 고지트는 턱받이라는 의미의 비버로 불리기도 하였다. 고지트는 가슴 윗부분에서부터 코 밑까지를 원통형으로 감싸 목과 얼굴 아랫부분을 보호한다. 샐릿과 고지트를 함께 착용하면 위 아래로 방어구가 덮인 사이로 자연스럽게 틈이 생기기 때문에 투구에 별도의 홈을 낼 필요가 없어진다.

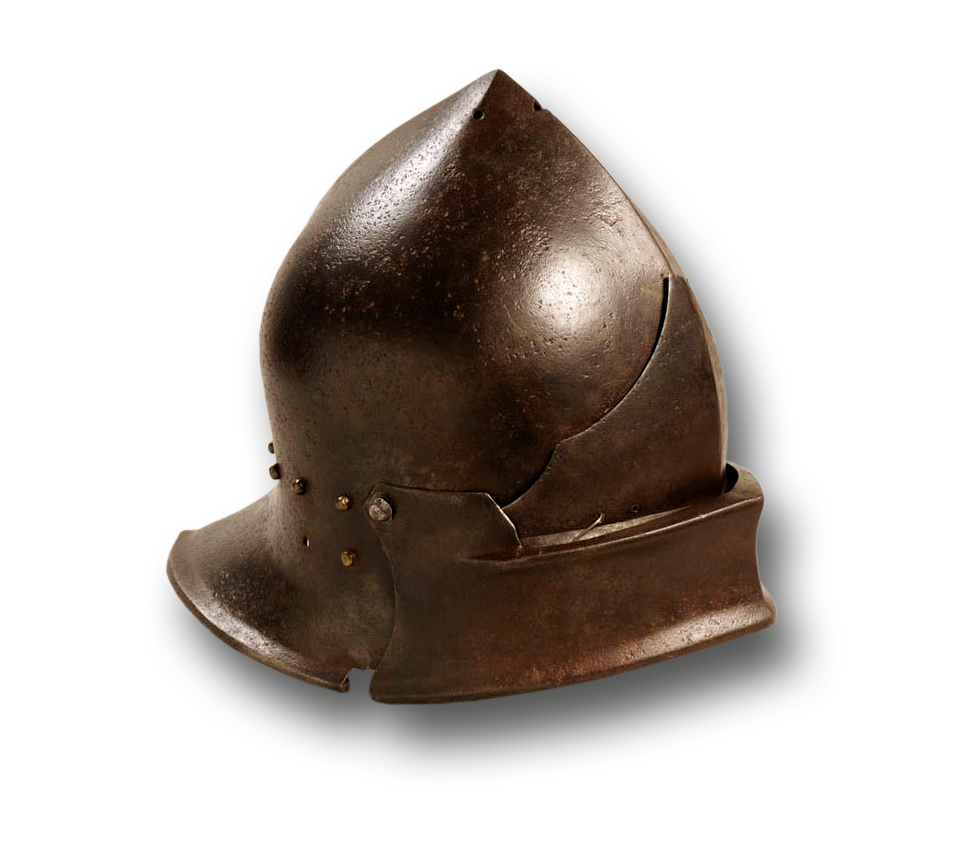
잉글랜드-부르고뉴 양식의 샐릿. 이탈리아 양식과 독일 양식의 특징이 두루 섞여있다.

영국과 저지대 국가에서는 15세기 중반에 독자적인 샐릿을 만들기 시작했다. 이 양식은 잉글랜드-부르고뉴 양식이라고 불리는데 당시 저지대 지역은 막시밀리안 1세를 비롯한 부르고뉴 공국의 지배를 받고 있었기 때문이다. 잉글랜드-부르고뉴 양식의 샐릿은 독일 샐릿과 같은 방식으로 전면부를 제작하여 비버와 함께 사용하였지만 후면부는 보다 돌출부가 작으며, 머리 부위는 이탈리아 샐릿처럼 보다 곡면을 갖도록 제작되었다. 이 양식의 샐릿은 이탈리아아 독일 양식을 절충한 것이라고 할 수 있다. 프랑스 샐릿 역시 잉글랜드-브루고뉴 양식과 매우 유사하였다. 이 때문에 프랑스 샐릿은 꼬리가 짧은 샐릿이라고 불렸다.

## 사멸
후반기 독일 샐릿은 하나의 고정쇠로 면갑과 비버를 함께 고정하도록 제작되었다. 이렇게 제작된 샐릿은 머리부위 안쪽에 비버를 덧대는 형태가 되었다. 1495년 이후에는 뒷부분 돌출부가 짧아졌다. 마지막 단계에 이르면 샐릿은 클로즈 헬멧과 거의 비슷한 모양세가 되어 비버가 머리부위 바깥을 감싸도록 제작되었다. 16세기에 이르러 샐릿은 새롭게 제작되기 시작한 클로즈 헬멧과 버고네트에게 자리를 내주었다. 그러나 16세기에 중반까지도 마상창시합에서는 샐릿이 일반적으로 사용되었다.
독일 샐릿은 후일 제1차 세계대전 당시 독일군의 슈탈헬름 모양에 영향을 주었다. 제1차 세계대전 당시 영국군의 철모 역시 중세 시기 영국에서 사용된 케틀헷 모양에서 유래한 것이다. 샐릿은 오늘날의 전투모나 소방모의 전신이라고 할 수 있다.

## 갤러리

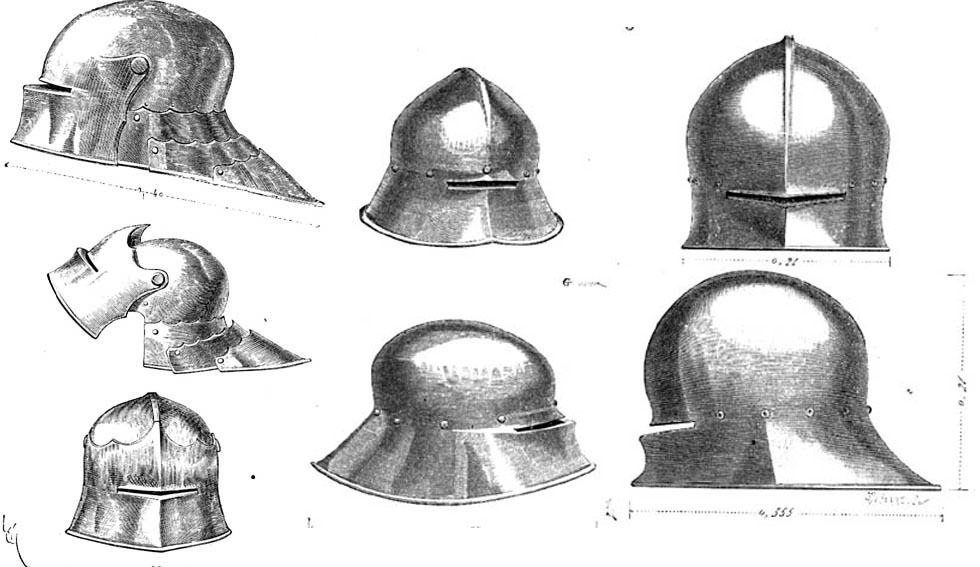
독일 샐릿
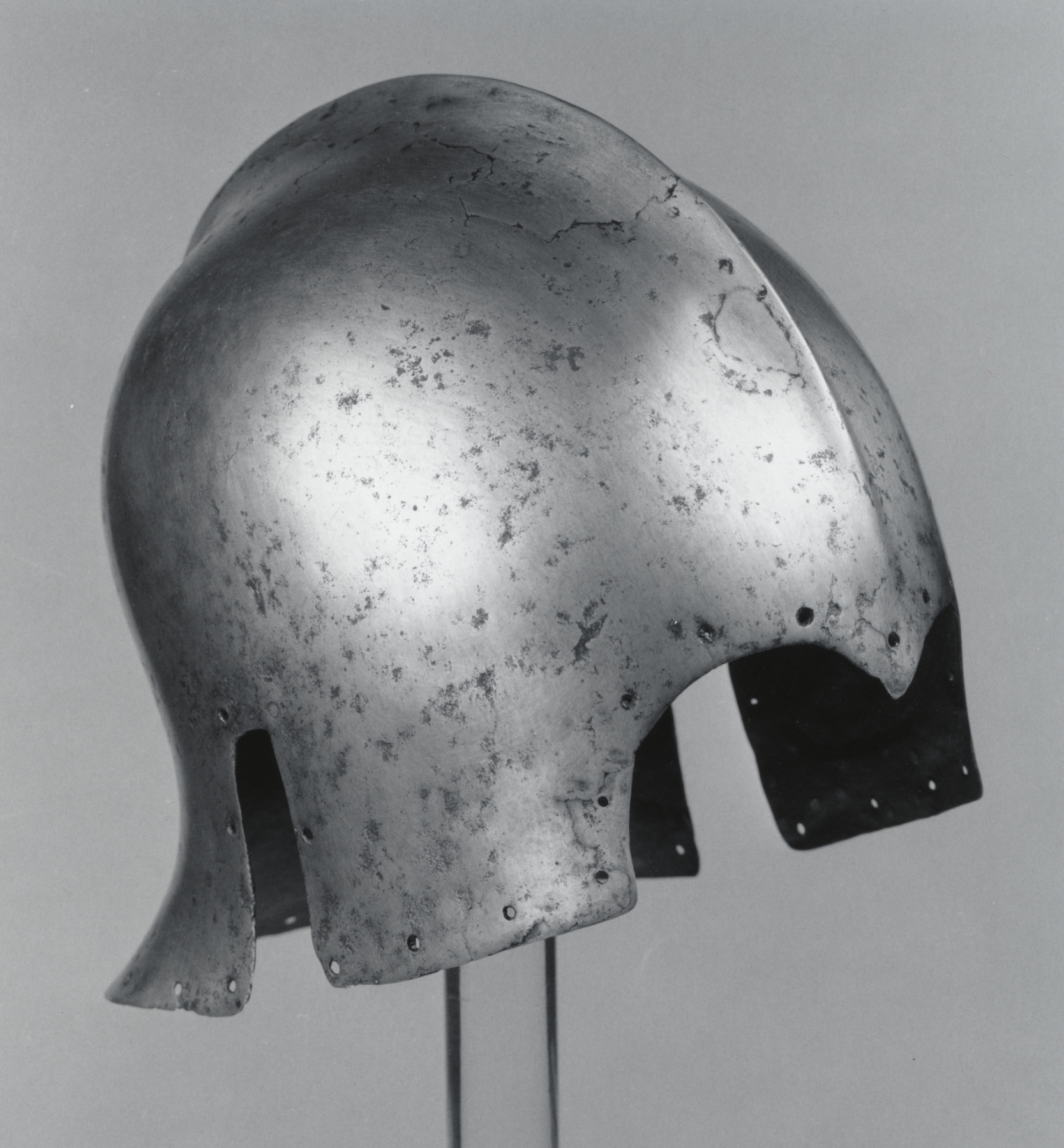
15세기 중반 궁수들이 착용한 이탈리아 샐릿
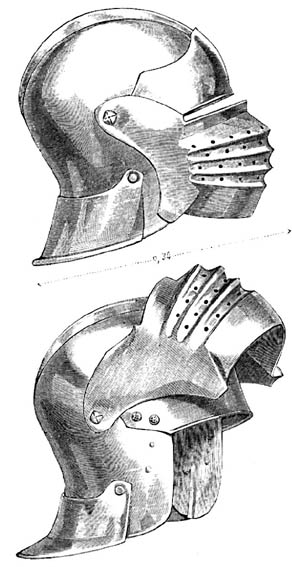
클로즈 헬멧으로 발전하는 과도기의 모습을 보여주는 이탈리아 샐릿. 홈을 낸 면갑이 달려있다.
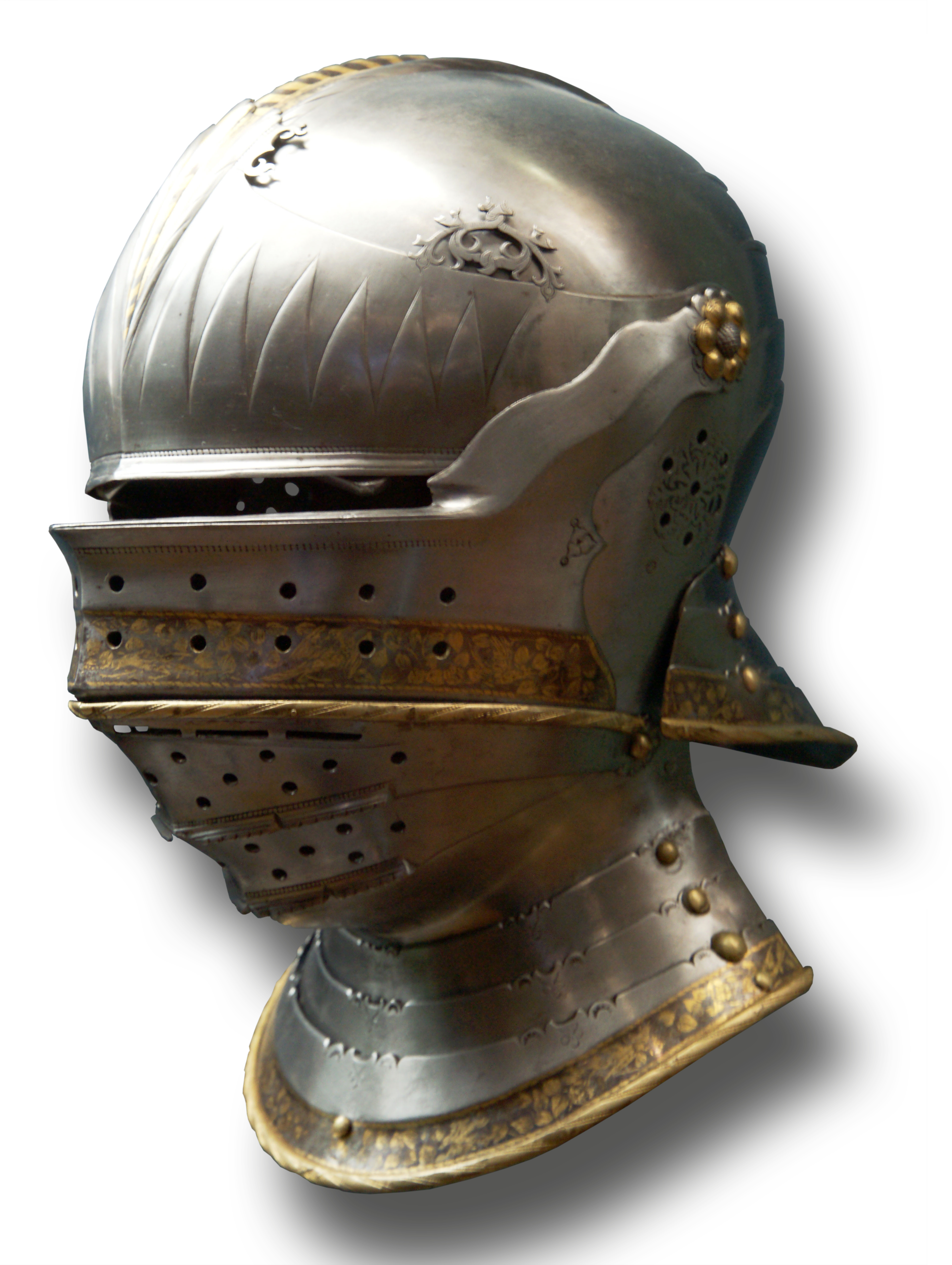
후기의 면갑이 달린 독일 샐릿

## 참고 문헌
- Bedford, John (1968) The Collecting Man, D. McKay, New York.
- Bull, Stephen; North, Tony (ed.) (1991): An Historical Guide To Arms & Armor. Facts On File, New York. ISBN 0-8160-2620-3.
- Grancsay, Stephen V. (1950–51) A Late Medieval Helmet (Sallet). The Journal of the Walters Art Gallery, Vol. 13/14  pp. 20–29 Published by: The Walters Art Museum Stable.
- Nickel, Helmut (1991) Arms & Armors: From the Permanent Collection. The Metropolitan Museum of Art Bulletin, New Series, Vol. 49, No. 1, (Summer, 1991), Published by The Metropolitan Museum of Art.
- Oakeshott, Ewart (1980) European Weapons and Armour: From the Renaissance to the Industrial Revolution. Lutterworth Press.
- Nickel, H, 편집. (1982). 《The Art of Chivalry : European arms and armor from the Metropolitan Museum of Art : an exhibition  》. New York: The Metropolitan Museum of Art and The American Federation of Arts. |title=에 외부 링크가 있음 (도움말)